# Олга Канискина
Олга Николаевна Канискина (19 януари 1985 г., Наполная Тавла, Мордовска АССР, Руска СФСР, СССР) е руска лекоатлетка.
Тя е олимпийска шампионка от 2008 г., световна шампионка от 2007 г., двукратна шампионка на Русия в дисциплината спортно ходене.
На 4 март 2016 г. Спортния арбитражен съд (CAS) взима решение да анулира всички резултати на Канискина от 15 август 2009 г. до 15 октомври 2012 г. за нарушение на антидопинговите правила.

## Биография
Родена е в село Наполная Тавла (Кочкуровски район на Мордовия). По националност е ерзянка. Учи в училище № 35 на град Саранск. В 7-и клас Олга започва да се занимава със спортно ходене. Заниманията се провеждат в ДЮСШ № 1 на Саранск под ръководството на Л. Русяйкина. Олга участва в множество младежки състезания на регионално и национално ниво. На 18 години тя вече има званието майстор на спорта.
През 2005 г. тя печели сребърен медал на европейското първенство за младежи в Ерфурт, а през 2006 г. – сребърен медал на европейското първенство в Гьотеборг. През 2007 г. Олга печели победа при участието си на световното първенство в ходенето на 20 km (Осака). През същата година тя печели финала на Гран при на IAAF по спортно ходене в Саранск и става сребърна медалистка на Купата на Европа по спортно ходене (Лемингтън). През следващата година Канискина печели златен медал на Олимпийските игри, проведени в Пекин.
През 2009 г. тя побеждава при участието си на световното първенство по лека атлетика в дисциплината спортно ходене на 20 km в Берлин. Лишена от медала след антидопинговия си скандал. През 2010 г. печели златния медал в същата дисциплина на европейското първенство по лека атлетика в Барселона. През 2011 г. печели златен медал на световното първенство по лека атлетика в Тегу. През 2012 г. на Олимпийските игри в Лондон печели сребърен медал, отстъпвайки само на сънародничката си Елена Лашманова. Лишена е от медалите си от световното първенство в Берлин прези 2009 г. до олимпиадата в Лондон включително, заради допинговия скандал по-късно.
Живее в Саранск. Завършва математическия факултет на Мордовския държавен университет. Николай Огарьов. Не е женена, няма деца. Тренира в Центъра на олимпийската подготовка на Република Мордовия под ръководството на почетния треньор на Русия Виктор Чьогин.
През 2009 г. е призната за най-добър спортист на годината по версията на телевизионния канал „Спорт“ в рамките на програмата „Златен пиедестал“. През 2010 г. „Руският съюз на спортистите“ дава на спортистката първо място в конкурса „Звезда на спорта“ за 2009 г.
След приключването на Олимпийските игри през 2012 г., Олга обявява, че този старт е последния в спортната ѝ кариера.
На 8 ноември 2013 г. главният треньор на националния отбор на Русия по лека атлетика Валентин Маслаков обявява, че Олга Канискина приключва спортната си кариера. През 2014 г. тя става ръководител на саранския Център за олимпийска подготовка, а през 2015 г. е отстранена от поста заради антидопинговия скандал.
На 27 февруари 2016 г., на първия си старт след края на дисквалификацията си, Олга побеждава в зимния шампионат на Русия по спортно ходене в Сочи.
На 24 март 2016 г. Спортният арбитражен съд в Лозана взема решение да анулира всички резултати на Канискина от 15 август 2009 г. до 15 октомври 2012 г.

## Награди
- Орден Дружба (2 август 2009 г.) – за голям принос в развитието на физическата култура и спорт, и високи спортни постижения на Игрите на XXIX Олимпиада през 2008 г. в Пекин.[6]
- Медал на ордена „За заслуги към Отечеството“ I степен (13 август 2012 г.)— за голям принос в развитието на физическата култура и спорт, и високи спортни постижения на Игрите на XXX Олимпиада през 2012 г. в Лондон (Великобритания).[7]
- Заслужил майстор на спорта на Русия
- Почетен гражданин на Република Мордовия – за победата на световното първенство през 2009 г.

## Допингов скандал
През декември 2012 г. Международната асоциация на лекоатлетическите федерации (IAAF) уведомява Руската федерация по лека атлетика за неблагоприятните профили на пет от водещите състезатели по спортно ходене на Русия, сред които е включена и Олга Канискина. Според вестник „Спорт-Експрес“, в навечерието на световното първенство през 2013 г. президентът на IAAF, Ламин Диак, поставя пред Руската федерация ултиматум: или заподозрените атлети да пропуснат турнира или състезанието ще бъде помрачено от допингов скандал. Две години след първото уведомление, на 20 януари 2015 г., Руската антидопингова агенция обявява за дисквалификацията на Олга Канискина за срок от три години и два месеца, считано от 15 октомври 2012 г., и за отмяна на резултатите ѝ от два периода: 15 юли – 16 септември 2009 г. и 30 юли – 8 ноември 2011 г. IAAF не се съгласява с избирателното анулиране на резултатите и подава жалба пред Cпортния арбитражен съд. На 4 март 2016 г. арбитражният съд взима решение да анулира всички резултати на Канискина от 15 август 2009 г. до 15 октомври 2012 г.
Нарушението на антидопинговите правила е установено въз основа на анормалните показатели на хематологичния профил на състезателката в рамките на програмата за биологични паспорти на IAAF. В данните на биологичния паспорт на Олга Каниськиной са забелязани няколко необичайни „върха“, които свидетелстват за системно използване на допинг и са утежняващо обстоятелство. По тази причина, дисциплинарният антидопингов комитет на Русия взима решение да не се ограничава само до стандартната санкция от две години, а за увеличаване на срока от лишаване от права до 3 години и 2 месеца.